# Laima (Vorname)
Laima (Laima, Personifizierung des Schicksals und von Glück und Unglück) ist ein litauischer und lettischer weiblicher Vorname. Die männliche Form ist Laimis. 

## Personen
- Laima Liucija Andrikienė (*  1958), litauische Politikerin, Ministerin, Mitglied des Europäischen Parlaments
- Laimutė Baikauskaitė (* 1956),  litauische Mittelstreckenläuferin und Olympiazweite
- Laima Balaishite (* 1948), litauische Tischtennisspielerin
- Laima Bulotaitė (* 1955), litauische Psychologin und Professorin
- Laima Domarkaitė (* 1970), litauische Schachspielerin und Schachschiedsrichterin
- Laima Garnelienė (*  1954), litauische Richterin am Appellationsgericht Litauens
- Laima Mogenienė (* 1959), litauische Politikerin, Mitglied des Seimas
- Laima Nagienė (* 1957), litauische Politikerin und Seimas-Mitglied
- Laima Vaikule (* 1954),  lettische Sängerin und Schauspielerin
- Laima Žurgina (*  1943), lettische Dokumentarfilmregisseurin und Drehbuchautorin

## Varianten
- Laimutė, Verniedlichung (litauisch)